# فرط الكلورهيدرية
فرط الكلورهيدريَّة(1) هي حالةٌ تكون فيها مستويات الحمض المعدي أعلى من المجال المرجعي (أي المستوى الطبيعي) في المعدة. يُعد حمض الهيدروكلوريك مكونًا فعالًا في الحمض المعدي.
يتراوح الأس الهيدروجيني الطبيعي لدى البشر بين 1–3، ويتغير على مدار اليوم. تكون أعلى مستويات الإفراز الأساسي في وقتٍ متأخر من المساء (حوالي الساعة 12 صباحًا إلى الساعة 3 صباحًا). يُعرّف «فرط حمضية المعدة»فرط الكلورهيدريَّة عادةً بأنه انخفاضٌ في الأس الهيدروجيني لأقل من 2.
ترتفع مستويات الغاسترين في متلازمة زولينجر إيليسون، مما يؤدي إلى زيادة إنتاج الحمض المعدي، مما قد يُسبب قرحة هضمية. كما يزيد فرط كالسيوم الدم من إنتاج الغاسترين وحمض المعدة، وقد يُسبب قرحة المعدة.[بحاجة لمصدر]

## الهوامش
- «1»: فرط الكلورهيدريَّة[ar 1] أو فرط الكلوريديَّة[ar 2] أو  فرط حمض الهيدروكلوريك[ar 3] أو زيادة حامض الكلورودريك في المعدة[ar 4] أو فرط حموضة المعدة[ar 5] (بالإنجليزية: Hyperchlorhydria)‏.

### باللغة الإنجليزية
1. ↑  "Dorland's Illustrated Medical Dictionary". Elsevier. مؤرشف من الأصل في 2014-01-11. اطلع عليه بتاريخ 2018-07-09.
2. ↑  "Medical Dictionary for Regulatory Activities - Sour stomach - Classes - NCBO BioPortal". Bioportal.bioontology.org. مؤرشف من الأصل في 2018-07-09. اطلع عليه بتاريخ 2018-07-09.
3. ↑  "Zollinger-Ellison syndrome". اطلع عليه بتاريخ 2025-01-10.

### باللغة العربيَّة
1. ↑  [أ] محمد هيثم الخياط (2006). المعجم الطبي الموحد: إنكليزي - عربي (بالعربية والإنجليزية) (ط. 4). بيروت: مكتبة لبنان ناشرون، منظمة الصحة العالمية. ص. 951. ISBN:978-9953-33-726-5. OCLC:192108789. QID:Q12193380.
[ب] يوسف حتي؛ أحمد شفيق الخطيب (2011). قاموس حتي الطبي الجديد: طبعة جديدة وموسعة ومعززة بالرسوم إنكليزي - عربي مع ملحقات ومسرد عربي - إنكليزي (بالعربية والإنجليزية) (ط. الأولى). بيروت: مكتبة لبنان ناشرون. ص. 411. ISBN:978-9953-86-883-7. OCLC:868913367. QID:Q112962638.
[جـ] ميشيل إبراهيم؛ غسان منصور؛ ريتا صياح؛ فادي فرحات (2006). قاموس المصطلحات الطبية: (إنكليزي-عربي)، مع مسرد (فرنسي-إنكليزي) بالتعابير الطبية ذات الجذور المختلفة (بالعربية والإنجليزية) (ط. 1). بيروت: دار الكتب العلمية. ص. 341. ISBN:978-2-7451-5027-1. OCLC:70859660. QID:Q126730603.
[د] المعجم الموحد لمصطلحات الطب الباطني: (إنجليزي - فرنسي - عربي). سلسلة المعاجم الموحدة (50) (بالعربية والإنجليزية والفرنسية). الرباط: مكتب تنسيق التعريب. 2020. ص. 280. ISBN:978-9920-690-05-8. QID:Q116451569.
2. ↑  محمد مرعشي (2003). معجم مرعشي الطبي الكبير (بالعربية والإنجليزية). بيروت: مكتبة لبنان ناشرون. ص. 769. ISBN:978-9953-33-054-9. OCLC:4771449526. QID:Q98547939.
3. ↑  قاسم سارة (2013). معجم أكاديميا الطبي الجديد (بالعربية والإنجليزية) (ط. 1). أكاديميا إنترناشيونال. ص. 289. ISBN:978-9953-37-092-7. OCLC:1164356572. QID:Q112637909.
4. ↑  [أ] كمال الدين الحناوي (1995)، معجم المصطلحات الطبية الحديثة: إنكليزي - عربي (بالعربية والإنجليزية) (ط. 2)، القاهرة: المكتبة الأكاديمية، ص. 244، OCLC:907402018، QID:Q119625479
[ب] حسين خليفة (1977). قاموس خليفة الطبي (بالعربية والإنجليزية). القاهرة: الهيئة المصرية العامة للكتاب. ص. 88. ISBN:978-977-201-388-3. LCCN:78961598. OCLC:11318210. OL:21187046M. QID:Q126418510.
5. ↑  مجموعة المصطلحات العلمية والفنية التي أقرها المجمع (بالعربية والإنجليزية والفرنسية)، القاهرة: مجمع اللغة العربية بالقاهرة، ج. 34، ص. 211، OCLC:1034549709، QID:Q109610899